# Stiphodon stevensoni
 Stiphodon stevensoni és una espècie de peix de la família dels gòbids i de l'ordre dels cipriniformes que es troba a la Polinèsia Francesa, al Japó i a la Micronèsia.